# Natalja Grigorjewna Glebowa
Natalja Grigorjewna Glebowa (russisch Наталья Григорьевна Глебова; * 30. April 1963 in Kemerowo, Oblast Kemerowo) ist eine ehemalige Eisschnellläuferin, die für die Sowjetunion startete.
Glebowa trat erstmals 1982 international in Erscheinung. Bei der Mehrkampfeuropameisterschaft in Heerenveen gewann sie Bronze im Mehrkampf, nachdem sie über 500 Meter Zweite und über 1000 und 1500 Meter jeweils Dritte geworden war. Sie trat ebenfalls 1983 bei der Mehrkampf-EM und -WM an und wurde Zweite beziehungsweise Erste über 500 Meter, wurde aber insgesamt auf Grund schwacher Leistungen über die Langstrecken jeweils nur Achte. Im folgenden Jahr nahm Glebowa an den Olympischen Winterspielen in Sarajevo teil. Über 500 Meter konnte sie die Bronzemedaille gewinnen. Das Rennen über 1000 Meter beendete sie nach einem Sturz auf Rang 37. Im gleichen Jahr gewann sie ebenfalls Bronze bei der Sprint-WM in Trondheim. 1988 trat Glebowa zum zweiten Mal bei Olympischen Winterspielen an. In Calgary wurde sie über 500 Meter Neunte und über 1000 Meter erreichte sie den 20. Platz. Anschließend beendete sie ihre aktive Karriere.

## Persönliche Bestzeiten
| Strecke | Zeit        | Datum             | Ort    |
| ------- | ----------- | ----------------- | ------ |
| 500 m   | 40,39 s     | 25. März 1983     | Almaty |
| 1000 m  | 1:22,22 min | 21. Januar 1984   | Davos  |
| 1500 m  | 2:09,36 min | 13. Februar 1982  | Inzell |
| 3000 m  | 4:37,97 min | 27. Dezember 1982 | Almaty |
| 5000 m  | 8:07,20 min | 30. Januar 1983   | Moskau |